# 中札内生活協同組合
中札内生活協同組合（なかさつないせいかつきょうどうくみあい）は、かつて北海道河西郡中札内村で店舗を展開していた生活協同組合。

## 概要
中札内農協が、購買店舗を新築開業したものの「将来婦人が中心となって、生協方式で店舗運営することが望ましい」と、購買店舗開店当初から農協内で論議されてきた。
その論議がある中で、「農協マーケット」の方向性を検討した結果、農協が活動を農業生産面に集中専念するため、農協の生活購買事業「農協マーケット」を生活協同組合方式に組織改編させるに際し、さまざまな問題提起に基づいての討議を重ねた合意の結果として、1971年に生活協同組合設立総会を開催。
しかし、「農協マーケット」から「生協法」に基づく独立組織「生協マーケット」への転換は道内初であったこと、資本金等が少ない弱体組織での運営が懸念されたため、設立総会から認可が下りるまで一年余り遅れることとなる。
1972年発足時、生協組合員数396名、出資金39万6,000円(一口千円)、年間取扱高　約1億2,000万円。生協職員数は支配人他11名。
以降、生協の経営運営の方針決定は、農協婦人部と同青年部を主体とする役員とこれに農協理事が役員に加わった構成の理事会で行われた。
のちに、農協組合員以外にも会員資格を与え利用払戻しを行うなど地域社会にその商品販売シェアを拡大していく。
1992年の生協組合員数935名、出資金2530万7千円、年間取扱高8億598万円。
1994年の生協組合員数953名、出資金2614万円、年間取扱高7億3032万円。
1996年の生協組合員数915名、出資金2694万9千円、年間取扱高6億5463万円。以降、供給下落の一途を辿る。
2002年8月、村内に、都市型のスーパーマーケットとして「中札内パルティーいちまる」開店。供給下落に拍車をかけることになる。
2011年の供給高3億5千万円、購買手数料6200万円、客数11万3千人。2012年2月末現在での組合員数793人。
8年連続の赤字決算と厳しい経営状況を受け、2012年度の通常総会にて生協解散を決議。2012年5月末で本店と上札内店を閉店、同年10月に組織解散した。

## 沿革
1966年9月 - 中札内農協が購買店舗を新築。「農協マーケット」として開店。
1971年6月 - 生活協同組合設立総会の開催。
1972年7月11日 - 北海道民生部より生協の設立認可。正式に生協マーケットとして発足。
1998年11月20日 - 生協本店の新店舗「ピュア」開店。
2012年4月14日 - 通常総会に於いて、新年度の事業停止を決議。出資金返還のための財産確保等の目途が付いた段階で、秋にも解散総会を行うことなどを決める。
- 同年5月末 - 店舗閉鎖[7]。
- 同年10月 - 組織解散[7]。

## 店舗・事業
- 店舗
  - 本店「ピュア」: 河西郡中札内村東1条南3丁目6
    - 鉄骨平屋建、床面積1293平方メートル
    - JAキャッシュサービスコーナーも同居していた。（現在閉鎖）
    - 組織解散までは、JA中札内村の産直品直販店舗（通信販売とも）の運営も行っていた。
      - 組織解散後の店舗は、2013年6月、木野農業協同組合の子会社「ハピオ」の中札内店として開店[8]。しかし、採算が取れず翌2014年3月撤退[9]。

  - 上札内店 : 河西郡中札内村上札内85
    - JAキャッシュサービスコーナーも同居していた。（現在閉鎖）